# ご当地キャラクター
ご当地キャラクター（ごとうちキャラクター）は、地域に根ざすマスコットキャラクター、萌えキャラや、ゆるキャラの総称。
通称ご当地キャラ。

## 概要

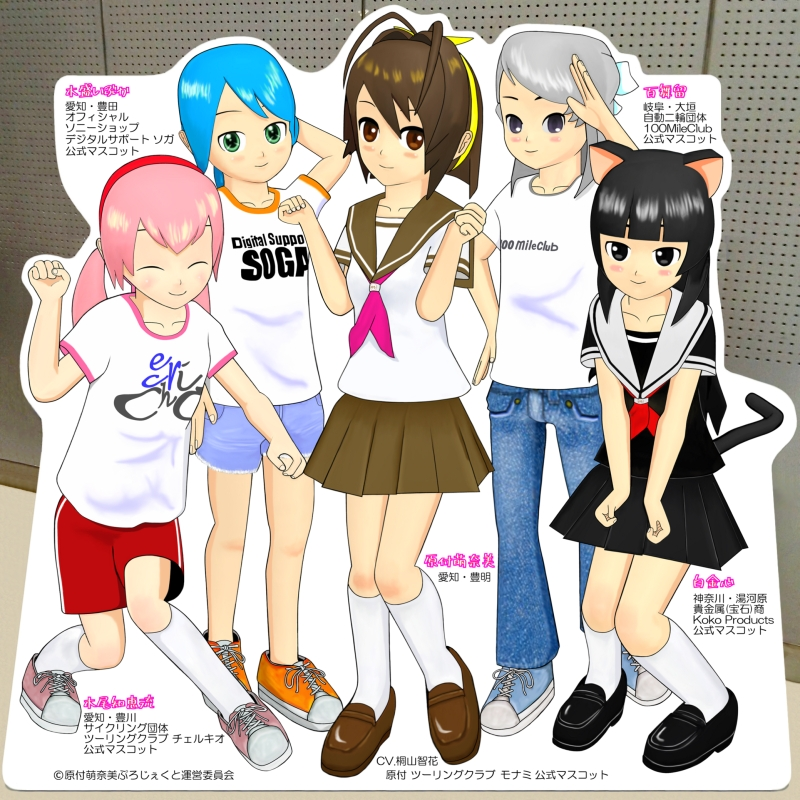
ご当地萌えキャラクター、原付萌奈美と姉妹キャラクターの等身大パネル

地方自治体や地域団体が地域特有の物事を広げるために創作されたマスコットキャラクター。

### 種類
ゆるキャラ
【定義】ゆるいマスコットキャラクター。地域全般の情報PRや企業、団体のコーポレートアイデンティティなどに使用するマスコットキャラクターなどをさす。
【歴史】1980年代のバブル経済を受けた地方博覧会ブームの中、制作されたマスコットの中に、後年ゆるキャラに分類されるゆるいデザインのキャラクターが存在していた。名称は漫画家、エッセイストであるみうらじゅんが考案し、みうらも自分が命名者だと発言している。
【費用】萌えキャラに比べ維持費がかかる。
【利点】（萌えキャラクターと比較して）分かりやすくかわいいので、子どもからお年寄りまで愛される。
【欠点】着ぐるみによる表現がメインになるため物理的に行動範囲が限られ、結果として地域密着になりがちである。キャラクター本人は直接声が出せないため仕草で伝えるが（その行為がかわいいとの評価はある）、それ以上求められるシーンが想定される場合は他の人を同伴しなければいけない。

萌えキャラ
【定義】萌えキャラクター。「萌え」とのキーワードで美少女キャラクターなどを用いる。
【歴史】1997年佐賀県佐賀郡大和町（現・佐賀市）の職員が考案した「まほろちゃん」が初めてとされる。
【費用】ゆるキャラにくらべて維持費がかかりにくい利点がある。
【利点】イラストによる表現であるために、情報通信（インターネット<電子掲示板→SNS>）を通じて広がる特性がある。地域よりも地域外が盛り上がり、地域への効果が波及する。
【欠点】（『萌え』という言葉を使う人の）多くが男性であったために、二次元（イラストベース）のものに性的なものを感じて騒いでいるんじゃないかという偏見、蔑視が出ている。

ローカルヒーロー
【定義】ご当地ヒーロー。一般に地域キャラクターコンテンツの一つとされ、活動目的は地域振興が目的との認識され、キャラクターショーを中心に活動するケースが多い。

ご当地VTuber
【定義】ご当地バーチャルYouTuber、地域振興系バーチャルYouTuber。「ゆるキャラ」や「萌えキャラ等（萌えおこし）」の流れを組みつつ、バーチャルYouTuber（アバター）を採用したもの。
【歴史】萌えキャラクターの人気投票イベント「ご当地応援萌えキャラグランプリ」にて2019年（令和元年）開催分より参加が可能となり、2025年（令和7年）2月に初のリアルイベント「ご当地VTuberサミット」（開催地は静岡県静岡市）が開催された。「第1回世界ご当地VTuberグランプリ」も開催され、静岡県沼津市公認の西浦めめが、3部門（総合、ご当地VTuber選出部門、ネット選出部門）トップの『3冠』を果たした。

### 種類別比率
2015年、公益財団法人東京市町村自治調査会の調査報告書によると
- 公営　ゆるキャラ：85.5%　萌えキャラ：0.7%　ローカルヒーロー：0.9%　その他：11.2%
- 民営　ゆるキャラ：77.2%　萌えキャラ：3.0%　ローカルヒーロー：11.4%　その他：5.4%

両者ともゆるキャラの比率が高いが、民営はそれ以外のタイプの比率が高い。その他は着ぐるみのないキャラクターやシンボルマークなどアンケート回答者が答えにくい種類のものである。

## 主な活動
ウェブサイトや広報誌での広報活動や、グッズの販売、各地で行われる催しへの参加等、ご当地キャラクターの活動は多岐に渡るが、芸能人や著名人とコラボレーションは少ない。他にソーシャルメディアによるコミュニケーション、マスメディアへの出演がある。

## キャラクターの取り扱い
行政や地方自治体が管理していたり、知多みるくに代表される、一企業が、営利を目的として公開しているキャラクターである場合、その大部分は二次創作にも厳しいガイドラインを設けており、ファンであれ自由なイラスト等は公開できない。しかしながら、東北ずん子のように、一定の条件に従えば使用に大きな制限を設けないキャラクターも存在する。取り扱いについて自由度の高いキャラクターは、行政や地方自治体より公認を受けていない大部分の萌えキャラに多い。このような背景から、ひこにゃんやくまモン等、メディアに大きく取り上げられた極僅かなキャラクターを除き、非公認キャラクターの方がファンが付きやすく、人気を得やすい傾向にある。

## 課題
ゆるキャラ
キャラクターが濫造された結果、逆にインパクトが弱くなっているという批判が起きた。ゆるキャラグランプリで上位に食い込もうと多額の税金投入を行い、「税金の無駄遣い」「本来の理念に反する」と住民からの批判がある自治体も少なくない。国の新型コロナウイルス感染症交付金（新型コロナウイルス感染症対応地方創生臨時交付金）は原則として使途に制限はないとされ、自由度が高く活用が可能な制度とされたが、ゆるキャラ着ぐるみ代の支出はコロナとの関連が見えないなどといった批判が出た。
萌えキャラ
世間一般の美少女、美男子（美少年）コンテンツに対する偏見は根強く、クリエイター側も広く公開される意識が薄い。両者の認識のズレが反発を招き失敗につながるケースがある。批判の大半は「性表現の問題」だとしている。中村泰之は、興味がない人に対して誤解を招かないようなキャラクターデザインが求められるが、2019年現在、一般に公開しても問題が起きにくいキャラクターデザイン手法の研究は少ないとする。
ローカルヒーロー

## 主な関連イベント
ゆるキャラ
- ゆるキャラカップ：鳥取県鳥取市
- ゆるキャラグランプリ
- 世界キャラクターさみっとin羽生：埼玉県羽生市

萌えキャラ
- ご当地萌えキャラまつり（のち「とちてれ★アニメフェスタ!」と併催化）：群馬県[29]・栃木県[30]
- 地域キャラクター観光物産展in秋葉原「Moe1グランプリ」：東京都千代田区[31][32]
- KOBEぽっぷカルチャーフェスティバル（のちのKOBEぽっぷカルチャーセッション）：兵庫県神戸市[33]
- 「元気ハツラツ市（現・まちなかスクエアガーデン）」内 - 全国萌えキャラフェスティバル：岐阜県大垣市[34][35]
- 「せいか祭り」内 - SEIKAサブカルフェスタ：京都府精華町。初回は2015年[11][36]

ローカルヒーロー

## メディア
ゆるキャラ
- テレビ東京
  - TVチャンピオン『ゆるキャラ日本一決定戦』（2006年4月20日放映）[37]
  - TVチャンピオン2『ゆるキャラ王選手権』（2008年9月11日放映）[38]

萌えキャラ
ローカルヒーロー